# 출격! 머신로보 레스큐
《출격! 머신로보 레스큐》(出撃!マシンロボレスキュー)은 TV 도쿄에서 2003년 1월 8일부터 2004년 1월 3일까지 방영되었던 로봇 애니메이션이다.
반다이로부터 발매되고 있는 로봇 피겨 「머신로보」를 베이스로 하고 있다. 머신로보의 텔레비전 애니메이션으로서는 2 작목, 1987년작인 「머신로보 배틀해커즈」가 종영한 이후 약 15년만에 다시 제작된 작품. TV 도쿄 계열의 방송 시간대는 「머신로보 배틀해커즈」나 「앨드런 시리즈」와 동시각이다.
한국어 더빙 제목은 《출동! 머신로보 레스큐》로 애니원, 챔프TV에서 방영되었다.

## 개요
천재적인 능력을 가진 아이를, 특별히 취직시킨다고 하는 법률 「특수 재능 육성법」이 정해진 가까운 미래의 이야기. 「머신로보 구출」이라고 불리는, 의지를 가지는 거대 로봇과 인간이 협력해 재해로부터 사람들을 지킨다고 하는 소방과 경찰을 조합한 것 같은 조직이 신설되었다. 거기에 전 세계로부터 2500명 이상의 안으로부터 선발된 12명의 아이들과 구조 로보트 MR들의 활약을 그린다.

## 등장인물

### 레드 윙즈
오오조라 타이요 (천태양)
성우 : 아이다 사야카 / 안현서
에이스 호노오 (에이스)
성우 : 신도 나오미 / 김지영
하루카 린 (선우린)
성우 : 히가 쿠미코 / 하미경
키타자와 카이
성우 : 쿠사카 치히로

### 블루 사이렌즈
아이카와 마코토 (서강준)
성우 : 쿠사카 치히로 / 장우영
앨리스 베컴
성우 : 유카나 / 김정아
우타다 스스무
성우 : 시탄다 마이켈 / 위훈
우타다 츠요시
성우 : 시탄다 마이켈 / 위훈

### 옐로 기어즈
하야미 다이치 (한초원)
성우 : 하야미즈 리사
스이젠지 사유리 (사유리)
성우 : 키무라 아키토 / 정윤정
미나미 켄 (켄)
성우 : 마츠모토 메구미 / 한수림
아시카와 쇼우 (유택)
성우 : 히가 쿠미코 / 홍소영

### MRR 스텔스
제이
성우 : 오다 히사후미 / 이상헌

### MRR 스태프 및 그 외
브래드 비토
성우 : 나카타 카즈히로 / 박영화
미야지마 무사시 (최무달)
성우 : 스기노 히로오미 / 김소형
사사키 코우시로
성우 : 오키아유 료타로 / 김정은
마리 비토
성우 : 유카나
스이도바시 토루
성우 : 호리에 히데나오
본 (봉)
성우 : 야나기 나오키 / 이원준

### 머신로보
제트로보
파이어로보
셔틀로보
윙 라이너
폴리스로보
자이로로보
사이렌게리
드릴로보
서브마린로보
기아단뿌
스텔스로보
머신커맨더 로보
V 스텔스 로보

### 데자스타
카이저G
성우 : 나카타 카즈히로
가라고로
성우 : 야베 마사히토 / 김소형
해저드 대령

### BL 머신로보
블랙 파이어로보
블랙 폴리스로보
블랙 드릴로보